# زویی کویین
زویی کویین (انگلیسی: Zoë Quinn؛ زادهٔ ۱۹۸۷) دانشمند رایانه، برنامه‌نویس بازی ویدئویی، طراح بازی، و توسعه‌دهنده بازی ویدئویی اهل ایالات متحده آمریکا است. در سال ۲۰۱۴ دوست‌پسر سابق او مطلبی را منتشر کرد که باعث شروع جنجال گیمرگیت شد و کویین بعد از آن مورد آزار و اذیت جنسی قرار گرفت.